# 千夜一夜戦闘団 (ドイツ国防軍)
千夜一夜戦闘団（せんやいちやせんとうだん、ドイツ語: Kampfgruppe 1001 Nacht カンプフグルッペ・タウゼントウントアイネ・ナハト）とは、ドイツ国防軍の戦闘団（装甲旅団相当）。第二次世界大戦末期に編成、東部戦線に投入され、ベルリンの戦いに参加した。
部隊名の「千夜一夜」 (1001 Nacht) は、『千夜一夜物語』（アラビアンナイト）に由来するが、同時期に活躍したフランス人部隊の第33SS武装擲弾兵師団「シャルルマーニュ」などのようにアラビア系の兵士で構成されていたわけではなく、なぜこの名称が使われたのか詳細は不明。

## 経歴
1945年3月、オーデル・ナイセ川流域の防衛を担当するゴットハルト・ハインリツィ上級大将のヴァイクセル（ヴィスワ）軍集団は来たるべき赤軍（以下ソ連軍）の攻勢に備えて戦車戦力を強化しなくてはならなかったが、アドルフ・ヒトラー総統がハンガリー方面の防衛のためにヴァイクセル軍集団から3個装甲師団の転用を命ずるなど、ヴァイクセル軍集団の戦車戦力は著しく不足していた。このため、ハインリツィは訓練学校や兵器試験場、補充部隊などから戦車や自走砲、突撃砲などをかき集めて機動予備としての戦車部隊をいくつか編成した。こうしてできた部隊のひとつが千夜一夜戦闘団である。千夜一夜戦闘団は1945年3月26日、SS第560特殊任務駆逐戦車大隊 (SS-Jagdpanzer-Abteilung 560 z.b.V)を基幹に、国防軍、RAD（国家労働奉仕団）、武装親衛隊の兵士を増強する形で編成され、38(t)駆逐戦車ヘッツァーやIII号突撃砲、Sd.kfz234/3装甲偵察車や4連装2cm対空砲などを装備していた。千夜一夜戦闘団の指揮官には、数回の負傷を経験しつつも東部戦線での実戦経験が豊富なグスタフ＝アドルフ・ブランボワ少佐がついた。千夜一夜戦闘団は第9軍に所属する第101軍団 (CI. Armee-Korps)（ヴィルヘルム・ベルリン砲兵大将）へ、第111突撃砲教導旅団 (Sturmgeschütz-Lehr-Brigade 111)とともに予備戦車兵力として配属された。
千夜一夜戦闘団は編成後まもなく3月27日のキュストリン（現コストシン・ナド・オドロン）攻撃作戦に投入されることとなった。千夜一夜戦闘団は随伴する3個歩兵中隊とともにキュストリン北西8kmのブライエン＝ゲンシュマーに向かって攻勢を行ったが、ゲンシュマー手前でソ連軍の反撃を受けて攻勢は失敗した。千夜一夜戦闘団は戦死および行方不明者83名、負傷者333名、駆逐戦車49輛のうち25輛が損傷を受け、うち5輛が全損失となるという損害を受けた。一方、IS-2スターリン重戦車2輛、KV-1重戦車3輛、KV-85重戦車2輛、T-34中戦車8輛、駆逐戦車（型式不明）2輛などの戦果を上げている。

### ベルリン攻防戦
4月16日、ゲオルギー・ジューコフ元帥の指揮するソ連第1白ロシア（ベラルーシ）方面軍 (1-й Белорусский фронт)がゼーロウ高地をはじめとする場所でベルリンへの総攻撃を開始した際、千夜一夜戦闘団はベルリン北東約40km地点のヴリーツェン西方にいた。ヴリーツェン北方に移動したのち、千夜一夜戦闘団は戦線を突破したソ連軍部隊と戦闘を繰り広げた。38(t)駆逐戦車ヘッツァーとパンツァーファウスト対戦車ロケットによって一時ソ連軍の進撃を止めることもあったが、千夜一夜戦闘団の損害も甚大で、19日までにSS第560特殊任務駆逐戦車大隊の4個駆逐戦車中隊の中隊長3名が戦死、1名が負傷している。4月26日にはSS第560特殊任務駆逐戦車大隊は損耗により2個中隊編成をとらざるを得なくなった。
千夜一夜戦闘団は他部隊の残存部隊とともに西へ後退を続け、5月1日、ベルリン北西約90kmのミローにまで後退、市街地にある橋が爆破されていたため乗員たちは残存する38(t)駆逐戦車ヘッツァーを爆破し、泳いで川を渡ろうとした。しかしソ連軍の攻撃を受けてその多くが命を落とすか、ソ連軍の捕虜となった。千夜一夜戦闘団の残存兵力はさらに西へ後退したのち、5月3日にミローから北西約70kmのパルヒム (Parchim)においてにアメリカ軍へ投降した。

## 編成

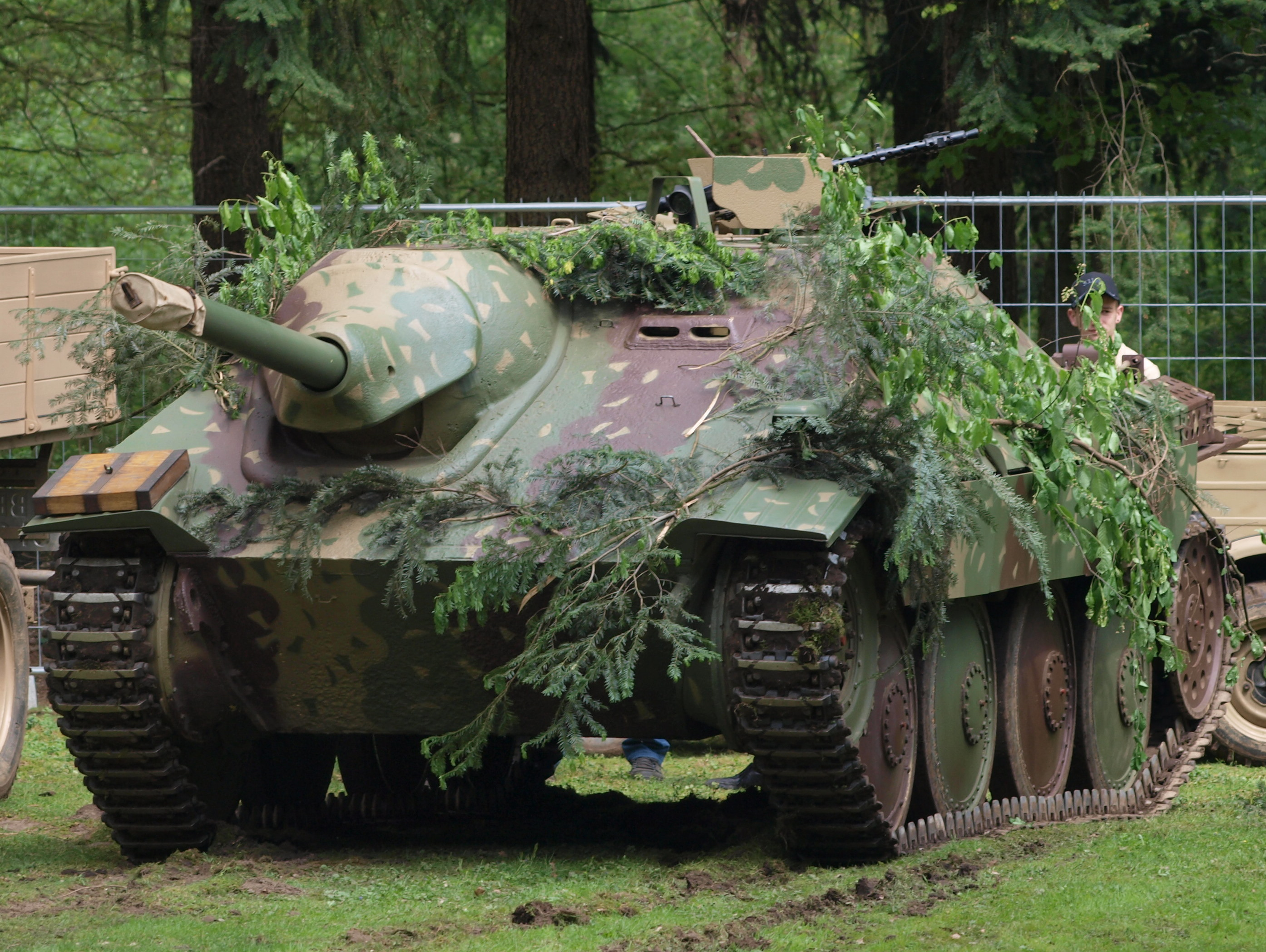
千夜一夜戦闘団の主力であった38(t)駆逐戦車ヘッツァー（同型車輛）

千夜一夜戦闘団の編成は、以下のようなものであった（車両数はすべて1945年4月7日現在）。配下の部隊にもアラビア風の名称がつけられている。
- 千夜一夜戦闘団 (Kampfgruppe 1001 Nacht) - グスタフ＝アドルフ・ブランボワ（英語版）少佐
  - 旅団本部
  - 「ズライカ」[注 1]隊 (Gruppe "Suleika")
    - SS第560特殊任務駆逐戦車大隊 (SS-Jagdpanzer-Abteilung 560 z.b.V)
      - 本部中隊
      - 第1中隊（38(t)駆逐戦車ヘッツァー × 11）
      - 第2中隊（38(t)駆逐戦車ヘッツァー × 11）
      - 第3中隊（38(t)駆逐戦車ヘッツァー × 11）
      - 第4中隊（III号突撃砲および10.5cm突撃榴弾砲42 × 8）
      - 第5随伴擲弾兵中隊（SS第600降下猟兵大隊第1中隊 (SS-Fallschirmjäger-Abteilung 600 1.Kompanie)、パンツァーファウスト、パンツァーシュレック、MP-43/44を装備）
      - 補給中隊

  - 「ハーレム」隊 (Gruppe "Harem")
    - 装甲偵察大隊「シュペーア」[注 2] (Panzer-Aufklärungs-Abteilung "Speer")
      - 大隊本部
      - ケッテンクラート中隊
      - 装甲兵員輸送車中隊（Sd.kfz234/3装甲偵察車、4連装2cm対空砲など）

このほか、「スルタン」隊として1個歩兵連隊が配属されていたが、西部戦線のB軍集団に転属となっている。